# Vijayan Mash
M. N. Vijayan, también conocido como Vijayan Mash, (domingo, 8 de junio de 1930– miércoles, 3 de octubre de 2007) fue un escritor, orador y académico hindú. Falleció de un ataque cardíaco en una entrevista televisiva en vivo el 3 de octubre de 2007, la cual se hizo famosa internacionalmente en las redes sociales.

## Infancia y juventud
Nació en Lokamaleshwaram, distrito de Thrissur, Kerala. Asistió a la Escuela Pathinettarayalam L.P., al Liceo de Hombres Kodungallur, a la Maharaja's College, Ernakulam, y a la Universidad de Leyes del Gobierno, Ernakulam. Fue galardonado con una Maestría de Artes en idioma malayalam de la Universidad de Madrás.

## Carrera académica
Se unió al The New College, Chennai como profesor en 1952. Trabajó como conferenciante en el University College, Trivandrum por un breve periodo antes de unirse al Brennen College, Thalassery, en 1960 como orador Malayalam. se retiró en 1985.

## Política y carrera de periodismo
De 1960 hasta 1999 M. N. Vijayan vivió en Dharmadam, Thalassery. Vijayan trabajó como editor del diario cultural semanal Deshabhimani, dirigida por el Partido Comunista de la India (marxista) (CPI(M)). Fue presidente del Purogamana Kala Sahitya Sangham (Asociación Progresiva para las Artes y las Letras) y del Adhinivesha Prathirodha Samithi (Consejo contra la Globalización Imperialista), un grupo de izquierda con sede en Kerala la cual trabaja con el CPI(M). Fue despedido como editor del Deshabhimani, debido a que los líderes del partido comunista provincial, sintieron que Vijayan no seguía las ideologías del partido. Se opuso a la política de algunos dirigentes a nivel estatal y otros intelectuales izquierdistas por aceptar financiación extranjera de trabajo político. Fue también por un tiempo el editor del polémico periódico Padom, notablemente criticando un programa del gobierno estatal de Kerala llamada la Campaña Popular de Planificación Descentralizada (El Plan Popular) y su creador Thomas Isaac. Los artículos de Vijayan y del Profesor Sudheesh en Padom que estaban en contra del ''plan popular'', un programa cuyo fin era la descentralización del poder, se convirtió en un asunto polémico. Posteriormente, un tribunal de Kerala dictaminó que las acusaciones de financiación extranjera de la Kerala Sasthra Sahithya Parishad (KSSP) había sido probado por Sudheesh y Vijayan. Vijayan y Sudheesh habían iniciado Paatom en 2000, y comenzaron a atacar al CPI(M) es posiciones democráticas sociales y actitud hacia Banco Mundial y IMF. Renunció del Purogamana Kala Sahithya Sangham a raíz de un desacuerdo con M. A. Baby, en entonces dirigente del CPI(M).
El programa cultural Manaveeyam del CPI(M)-dirigido por el LDF del gobierno de Kerala fue criticado por la extravagancia de sus programas y la audiencia elitista a la cual el mismo partido proveyó, y también por el hecho que el ''arte y la cultura popular" dieron paso a conceptos burgueses bajo la influencia del neoliberalismo. Vijayan también dirigió un debate ideológico contra las desviaciones de la socialdemocracia. Cuando el dirigente de Kerala Shastra Sahitya Parishad (un pro-CPI(M) foro de la Ciencia) M. P. Parameswaran llegó adelante con su campaña de la "teoría del cuarto mundo", este alegó que esta teoría fue denegada por el fallecido ideólogo del partido, E. M. S. Namboodiripad, quien estaba siendo resucitado después de su muerte. Vijayan y sus seguidores resistieron a las polémicas críticas de P. Govinda Pillai en contra de A. K. Gopalan, Namboodiripad y otras personas por razones ideológicas. Aun así, inicialmente, el liderazgo del CPI(M) estuvo forzado a expulsar a Parameswaran y Depromote Pillai del comité estatal debido a la alta reputación que Vijayan ha disfrutado entre los simpatizantes del partido, escritores, cultos y más adelante los grupos Socialdemócratas tuvieron control sobre el CPI(M). Hubo ataques similares contra otros intelectuales de izquierda como el Dr. B. Ekbal (Dando lugar a la expulsión de Ekbal del CPI(M)) quién estaba tratando de reexaminar la dirección de política de la política de izquierda en Kerala.
Vijayan no asistió a muchas reuniones públicas durante sus últimos años a raíz de su salud enferma, pero continuó escribiendo columnas semanales en Samakalina Malayalam, parte del Indian Express, Janashakthi y Maruvakku. La columna originalmente fue publicada semanalmente en Deshabhimani hasta que dejó el papel. Fue también el editor del diario mensual Maruvaakku.

## Escrituras
La mayoría de las publicaciones de Vijayan son recopilaciones de sus discursos. Fue considerado por ser un potente orador. Ha utilizado la psicología, el marxismo y la ciencia social como herramientas para analizar la vida y la literatura. Algunos escritores prominentes, incluyendo M. Krishnan Nair, Thinakkal Padmanabhan han dicho que las obras de Vijayan son difíciles de entender, debido a que no sigue las estructuras gramaticales convencionales.V. C. Sreejan, critica que el estilo de Vijayan es densamente figurativa, de ahí el impreciso y a menudo sin sentido. Fue un pionero del uso de la crítica psicológica en la Literatura Malayalam y la influenciada cultura Kerala contemporánea.
Las obras literarias de Vijayan fueron nominadas en varias ocasiones para premios literarios, pero de acuerdo con una aversión general a la institucionalidad,  rechazó cualquier premio ganado, patrocinado por el estado.

### Lista de trabajos publicados
- Bhayavum Abhayavum ഭയവും അഭയവും (El Miedo y el Refugio)
- Pradhirodhangal പ്രതിരോധങ്ങൾ (Resistencias)
- Chithayile Velicham ചിന്തയിലെ വെളിച്ചം (Luz en el Pyre)
- M.N. Vijayante Prabhashanangal  എം.എൻ. വിജയന്റെ പ്രഭാഷണങ്ങൾ (M.N. Vijayan Discursos)
- Varnangalude Sangeetham വർണ്ണങ്ങളുടെ സംഗീതം (La Música de Colores)
- Kavithayum Manashastravum കവിതയും മനശാസ്ത്രവും (Poesía Y Psicología)
- Sheersasanam ശീർഷാസനം (Estando Al revés)
- Kazhchappadu കാഴ്ചപ്പാട്  (Perspectiva)
- Vaakkum Manassum (El Discurso y El Pensado)
- Puthiya Varthamanangal (Últimas noticias)
- Noothana Lokangal നൂതന ലോകങ്ങൾ (Mundos nuevos)
- Fascisathinte Manashasthram ഫാസിസത്തിന്റെ മനശാസ്ത്രം  (La Psicología del Fascismo)
- Marubhumikal Pookkumbol മരുഭൂമികൾ പൂക്കുമ്പോൾ  (Cuándo Los Desiertos Blossom)
- Samskaravum Swathanthriavum സംസ്കാരവും സ്വാതന്ത്ര്യവും (La Cultura y la Libertad)
- Adhikaram- Anuragam- Athmarahasyangal (Power- Pasión- Asuntos Privados)
- Fascismo- Prathyaya Shasthram-Prayogam- Pradhirodham (Fascismo- La Filosofía -Práctica- Protesta)
- M N Vijayan- Sampoorna Krithikal (M N Vijayan Recogió Trabajos (Editor N. Prabhakaran)
- mn vijayante lokangal:couter discources De mn vijayan(ed.shooba

## Mentor intelectual y consejero
Aunque no es un médico cualificado, Vijayan trabajó desde hace muchos años como asesor de pro bono, utilizando técnicas Freudianas. Muchos escritores, intelectuales, periodistas y activistas políticos le han descrito cuando un mentor intelectual. El noviembre de 2007 el asunto de Samayam Masika estuvo dedicado a artículos por una variedad de figuras públicas sobre Vijayan y su influencia, tanto en ellos personalmente y a otros, incluyendo a M. T. Vasudevan Nair (escritor, director de película, premio Jnanpith Award), N .Prabhakaran (Escritor y académico), Mohanan Cherukadu (escritor), Appukkuttan Vallikkunnu (periodista), P. Surendran (Escritor), Dr. Abdul Azeez (Doctor), Kunhappa Pattanoor (poeta), Umesh Babu K.C. (Poeta y activista político), Un. V. Pavitran (Escritor), Anil Kumar Un. V. (Periodista y activista político), Dr. Vatsalan Vatuseeri (escritor), Dr. Prabhakaran Pazhassi (escritor y profesor), Choorayi Chandran (activista Político y educador), N. Shasidharan (Escritor).
Sus estudios en Vailoppilli, un bien conocido poeta Malayalam, y especialmente los poemas "Mampazham" y "Sahyante makan", utilizando las técnicas Freudianas alcanzaron gran aclamación. Fue un acérrimo crítico de las organizaciones comunales y usó una parte oratoria y sus escritos hacia el Partido Comunista de India (Marx) en su resistencia ideológica y material contra la invasión de fuerzas fascistas con objetivos venenosos y separatistas en Tellicherry y Kerala. M.N.Vijayan, su esposa y su residencia en Dharmadam, Thalassey, proporcionó un refugio para personas que enfrentan problemas psicológicos. Con afecto sumo Vijayan Mash y su mujer les sirvió. Es el editor general del Nammute Sahityam Nammute Samooham (Nuestra Sociedad Nuestra Literatura), un libro en cuatro volúmenes acerca de la literatura y la sociedad de Kerala.
Vijayan se convirtió en un mentor para muchos escritores, políticos de izquierda y periodistas. Fue un crítico de ONGs como Kerala Sasthra Sahithya Parishad cuál contaminó las sensibilidades de Malayalees. Vijayan Murió mientras dirigía una conferencia de prensa en Thrissur, explicando como organizaciones financiadas por el gobierno, como el rol de la Kerala Sasthra Sahithya Parishad en Kerala, camuflando su agenda imperialista con una máscara de izquierda.  Parishath y sus actividades pierden credibilidad cuándo Jefe el magistrado Judicial de Ernakulam rechazó el caso de difamación archivado contra Paatom, una revista qué expuesto los senderos a pesacados de tales organizaciones.  " Estás vendiendo vuestra credibilidad... Están secuestrando la democracia ...", Vijayan dijo sobre Parishath y sus seguidores en la última conferencia de prensa. Libros actuales Thrissur y Akam Samithi Thalassey publicó los trabajos tempranos de M.N.Vijayan. Libros actuales Thrissur publicaron los Trabajos Completos de M.N. Vijayan En diez volúmenes bajo títulos diferentes, muestra gustos a la literatura, política, cultura, entrevistas, discursos, biografía, memorias, etc. La primera biblioteca M.N.Vijayan fue inaugurada en Kannur. Govt. Brennen College Malayalam el departamento ha constituido el M.N.Vijayan Dotación en 2010 para estudiantes sobresalientes de la literatura malayalam.

## Familia
Los hijos Pathiyasheril Narayana Menon y Moolayil Kochammu Amma, Vijayan estuvo casado con Sharada, y tiene un hijo, V.S. Anil Kumar (También un escritor y conferenciante)trabajó como el decano del alumnado en Kannur University, y dos hijas, la Dr. Sujatha Balachandran y Sunitha Rajagopal.

## Muerte
Vijayan falleció el 3 de octubre de 2007 a causa de un ataque cardíaco durante una transmisión en vivo por televisión.